# Hans Peter Kofoed-Hansen

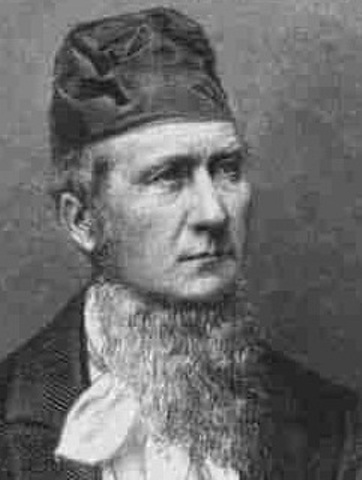
Hans Peter Kofoed-Hansen

Hans Peter Kofoed-Hansen, Pseudonym Jean Pierre, (* 15. Mai 1813 in Åstrup, Soderup Sogn; † 4. Dezember 1893 in Frederiksberg (Kopenhagen)) war ein dänischer lutherischer Geistlicher und Schriftsteller. Er gehörte zu den Ersten, die Søren Kierkegaards Denken positive Resonanz gaben. Als Emeritus konvertierte er 74-jährig zur römisch-katholischen Kirche.

## Leben
Kofoed-Hansen studierte ab 1832 in Roskilde, wurde 1837 Kandidat des geistlichen Amts und Hilfslehrer an der Odenser Domschule, 1839 dort fest angestellt. Bildungsreisen führten ihn 1842–1843 nach Deutschland, Belgien und England, 1847–1848 nach Frankreich und Italien. 1849 wurde er Kaplan an der Erlöserkirche in Christianshavn (Kopenhagen). Als nach der Niederlage der Schleswig-Holsteiner in der Schleswig-Holsteinischen Erhebung  1850 die meisten deutschgesinnten Geistlichen im Herzogtum Schleswig durch dänische Prediger ersetzt wurden, wurde Kofoed-Hansen Hauptpfarrer an der Marienkirche in Hadersleben und 1854 Propst ebenda.
1851 heiratete er in Odense Gräfin Sophie Isabella Laetitia Moltke (1827–1898). Das Paar hatte vier Kinder, darunter den späteren dänischen Vizeadmiral Otto Joachim Moltke Kofoed-Hansen. 
In Kopenhagen hatte er Søren Kierkegaard (1813–1855) kennengelernt, dessen Denken ihn stark beeinflusste und eine Krise in seinem Selbstverständnis als volkskirchlicher Pfarrer bewirkte. 1860 wurde er Mitglied des theologischen Examenskollegiums in Flensburg. Als Schleswig nach dem Deutsch-Dänischen Krieg preußisch wurde, floh er nach Kopenhagen und verdiente seinen Lebensunterhalt mit Privatunterricht, bis er 1867 Gemeindepfarrer in Toreby auf Lolland wurde, 1879 dann Stiftspropst des Bistums Lolland-Falster. 1883 nahm er seinen Abschied und ging nach Kopenhagen. Dort wurde er 1887 durch Johannes von Euch in die römisch-katholische Kirche aufgenommen.
Kofoed-Hansens Denken kreiste um das Verhältnis von Körper und Geist und, unter dem Einfluss Kierkegaards, um die Frage der persönlichen christlichen Existenz. Diese Themen verarbeitete er sowohl belletristisch als auch theoretisch. Vom Nationalliberalismus wandte er sich immer entschiedener ab. Universalistische und antidemokratische Tendenzen näherten ihn dem Katholizismus an.

## Veröffentlichungen

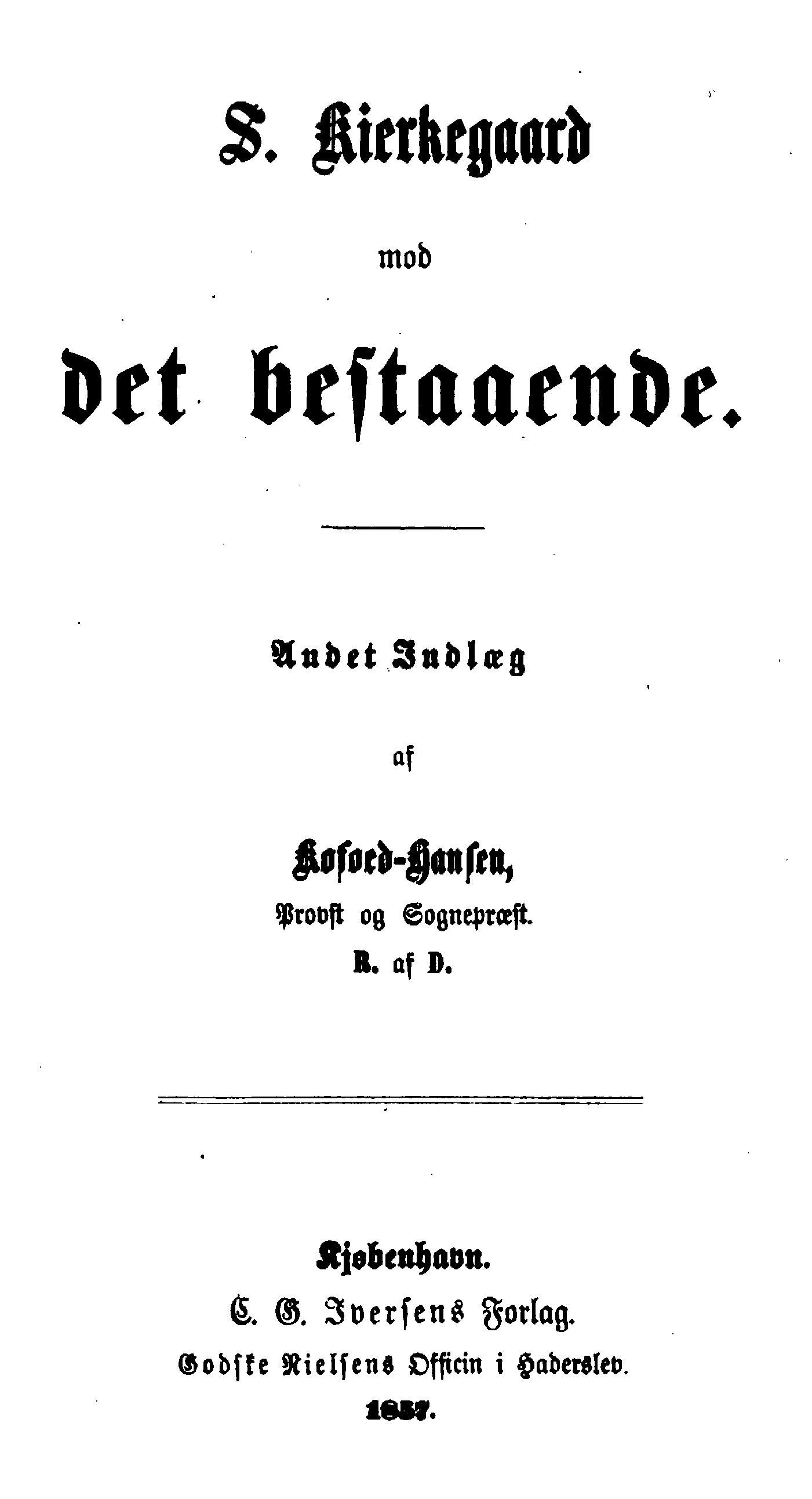
S. Kierkegaard mod det bestaaende, 1857

- Dialoger og Skizzer. Af en Physiognoms efterladte Papirer („Dialoge und Skizzen. Aus den hinterlassenen Papieren eines Physiognomen“). Kopenhagen 1840 (online)
- Liv af Død („Leben aus dem Tod“). Erzählung, 1842
- Kjød og Aand, eller De to Veie. En Sjælehistorie („Fleisch und Geist, oder Die zwei Wege. Eine Seelengeschichte“). Odense 1846 (online)
- Tegnet fra Himmelen. En christelig psychologisk Afhandling („Das Zeichen vom Himmel. Eine christliche psychologische Abhandlung“). Kopenhagen 1856
- Dr. S. Kierkegaard mod Dr. H. Martensen („Dr. S. Kierkegaard gegen Dr. H. Martensen“). Kopenhagen 1856 (online)
- S. Kierkegaard mod det bestaaende („S. Kierkegaard gegen das Bestehende“). Kopenhagen 1857 (online)
- Nyt Gammelt. Breve over Tertullian („Neues Altes. Briefe über Tertullian“). 1859
- Nationalitet og Christendom. Kopenhagen 1866 (online)
- Et Folk – Folket. Bidrag til Demotheismens (Folkeforgudelsens) Karakteristik („Ein Volk – das Volk. Beitrag zur Charakterisierung des Demotheismus (Volksvergötterung)“). 1868
- Livslænker („Lebensketten“). 1875
- Skriftemaalet („Die Beichte“). 1881
- Notice sur la vie et les œuvres de S. A. Kierkegaard. Vorwort zu S. Kierkegaard: En quoi l’homme de génie diffère-t-il de l’apôtre? Traduction du Danois par J. Götzsche. Kopenhagen 1886 (online)
- Død i Liv („Tod im Leben“). 1887